# دولنو وویوودینو
دولنو وویوودینو (به بلغاری: Dolno Voyvodino) یک منطقهٔ مسکونی در بلغارستان است که در شهرستان هاسکوفو واقع شده‌است.